# Державне античне зібрання
Державне античне зібрання (нім. Staatliche Antikensammlungen; колишній Музей античного мистецтва малих форм) — музей у Мюнхені, одна з найбільших колекцій стародавнього грецького, римського та етруського мистецтва в Німеччині.

## Будівництво

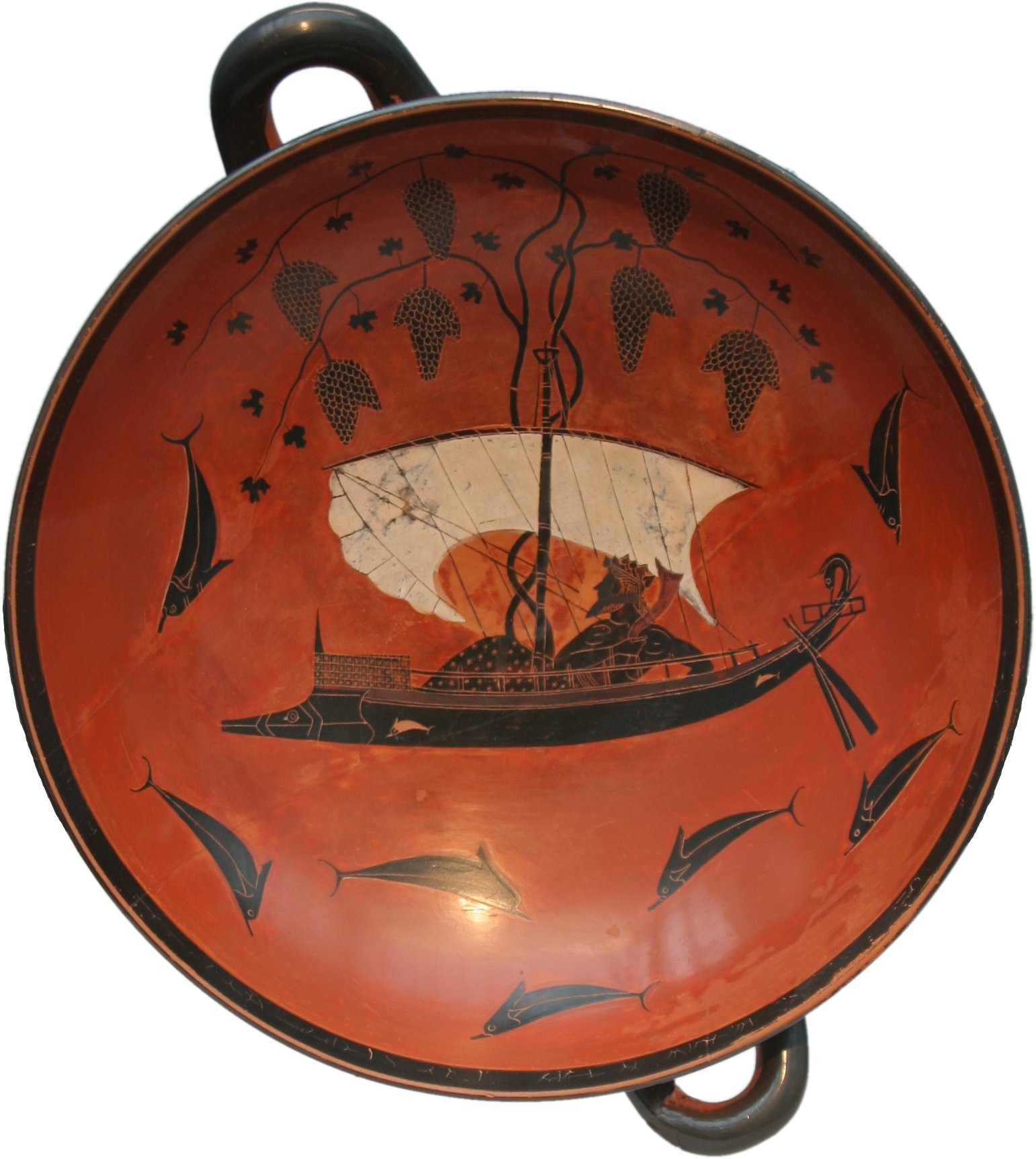
Чаша Ексекія «Діоніс» (бл. 530 р. до н. е.)

Будівля Античного зібрання на Королівській площі (нім. Königsplatz) в Мюнхені побудована в 1838—1848 роках за наказом баварського короля Людвига I в стилі коринфського храму архітектором Фрідріхом Цібландом.  У 1869—1872 роках у будівлі розташовувався королівський Антикваріум, а з 1898 по 1912 роки в ньому також знаходилася експозиція мюнхенського Сецессіону. З 1919 року в будинку знаходилася Нова державна галерея. Зруйновану під час Другої світової війни будівлю було відновлено, відкрилася вона 1967 року як Античне зібрання.
Основу колекції становить зібрання античності Віттельсбахів, зокрема короля Людвига I. У 1831 році агент короля Мартін фон Вагнер купує колекцію кераміки, знайдену на розкопках в етруському місті Вульчі, а агент Фрідріх фон Тірш купує на аукціоні твори мистецтва зі спадщини Люсьєна Бонапарта. Король Людвиг I також придбав колекцію золотих виробів Кароліни Мюрат, етруські бронзові витвори, знайдені на розкопках у Перуджі, а також грецьку теракоту з нижньої Італії. Після смерті короля в 1868 році його колекція була об'єднана з колекцією античності Віттельсбахів, початок якій поклав герцог Альбрехт V. До 1872 року експозиція розміщувалася в Антикваріумі в резиденції і галереях парку Хофгартена, а пізніше в цокольному поверсі Нової пінакотеки.
Пізніше фонди музею збагатилися експонатами зі спадщини приватних колекціонерів, зокрема Пауля Арндта (1908 р.), Джеймса Леба (1933 р.) і Ганса фон Шена (1964 р.). Ці відомі колекції містили, крім античної кераміки, експонати давнини невеликого формату, твори художнього скла і бронзового литва, а також вироби з теракоти й золота. Найбільше під час Другої світової війни постраждала колекція етруської кераміки, що знаходилася на складі в зруйнованій Новій Пінакотеці.

## Колекція
В експозиції музею знаходяться грецькі вази і кераміка, а також вироби з бронзи, золота, скла і теракоти. Представлено всі епохи греко-римського періоду, від мікенської кераміки, що датується XIII ст. до н. е., ваз епохи геометрики (бл. 900—700 рр.. до н. е.), архаїчного періоду (бл. 700—480 до н. е.) і класичного періоду (бл. 500/480 — до 323 н. е.) і до елліністичної кераміки (323—146 до н. е.), етрусків та Стародавнього Риму.

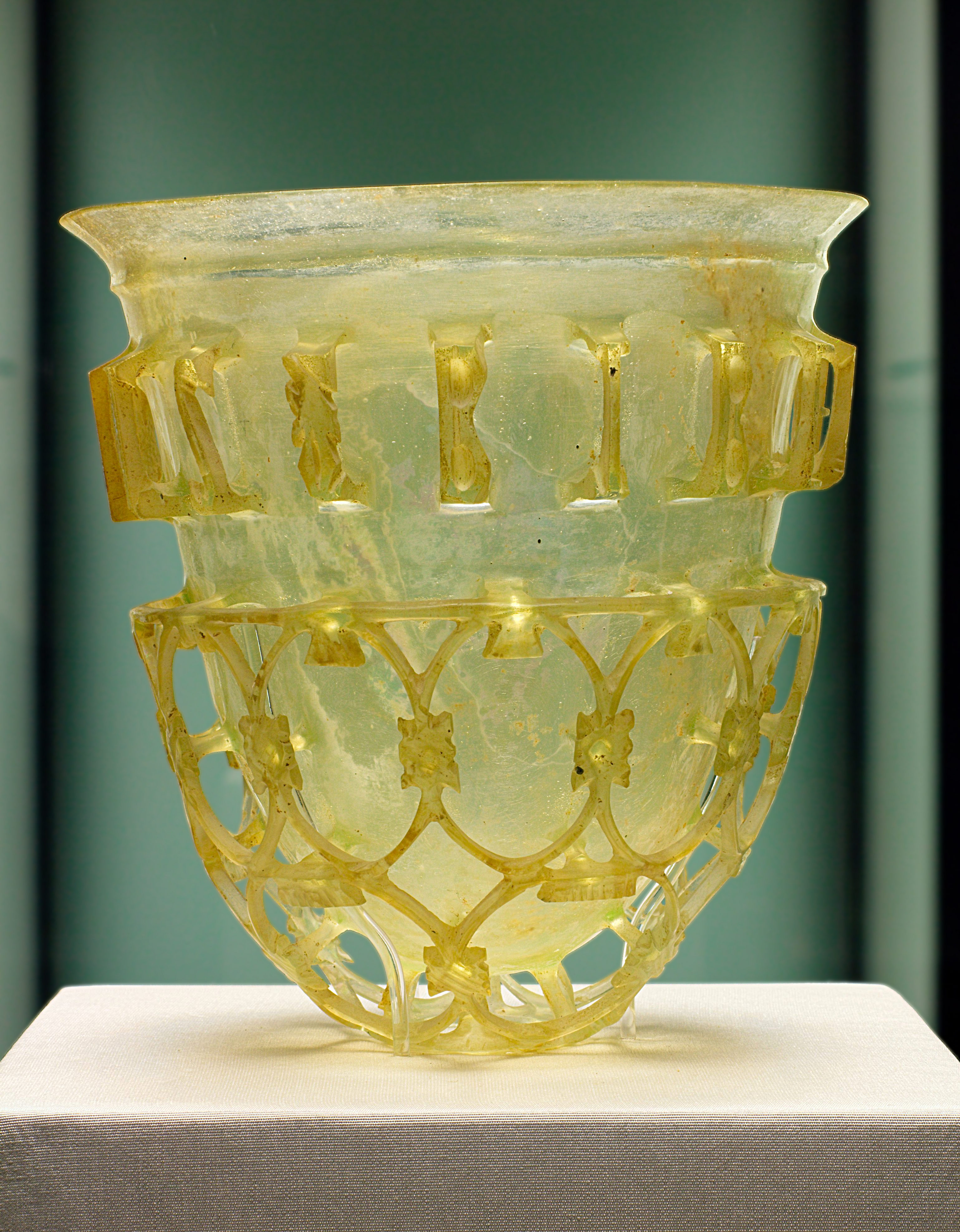
Кельнський кубок-діатрета (бл. 400 р. н. е.)

Зібрання грецьких ваз музею — одне з найзначніших у світі, в ньому знаходяться твори кераміки відомих грецьких вазописців і гончарів: Амасіса, Ексекія, Архікла, Глаукіта, вазописця «Пентесілеї», Андокіда, Ольтоса, Клеофона, Фінтія, Ефрона, Ефіміда, Епіктета, вазописця Пана, Берлінського майстра, Гієрона, Макрона, Дуріса, Вазописця Брига, Ахелооса і Лідоса.
На кельнському кубку-діатреті (бл. 400 р. н. е.), подарованому містом Кельном королю Людвигу I на знак подяки за внесок у завершення будівництва Кельнського собору, красується напис латиною: «BIBE MULTIS ANNIS» («Пий ще багато років»).
Найвідоміші експонати серед давніх прикрас — грецько-італійський золотий вінок із Арменто, що датується 4 століттям до н. е., а також грецькі сережки, золоті ланцюжки та інші прикраси того ж періоду.
Фонди Античного зібрання доповнюють стародавні скульптури, розміщені в мюнхенській Гліптотеці. Твори греко-римського мистецтва, що виникли в Єгипті після його завоювання еллінами, знаходиться в Музеї єгипетського мистецтва.

## Галерея

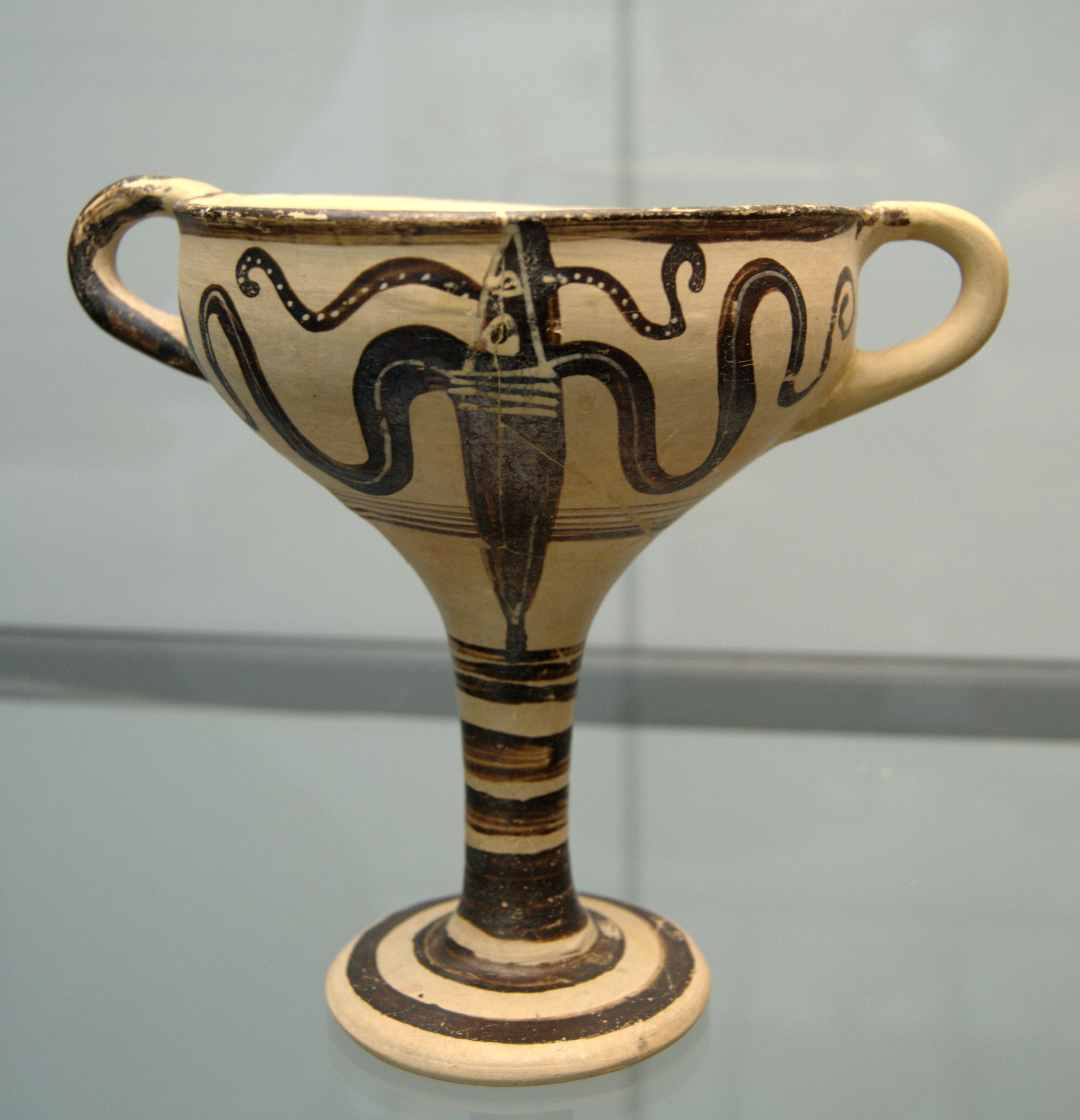
Мікенська ваза,  XIII-XIV ст. до н. е.
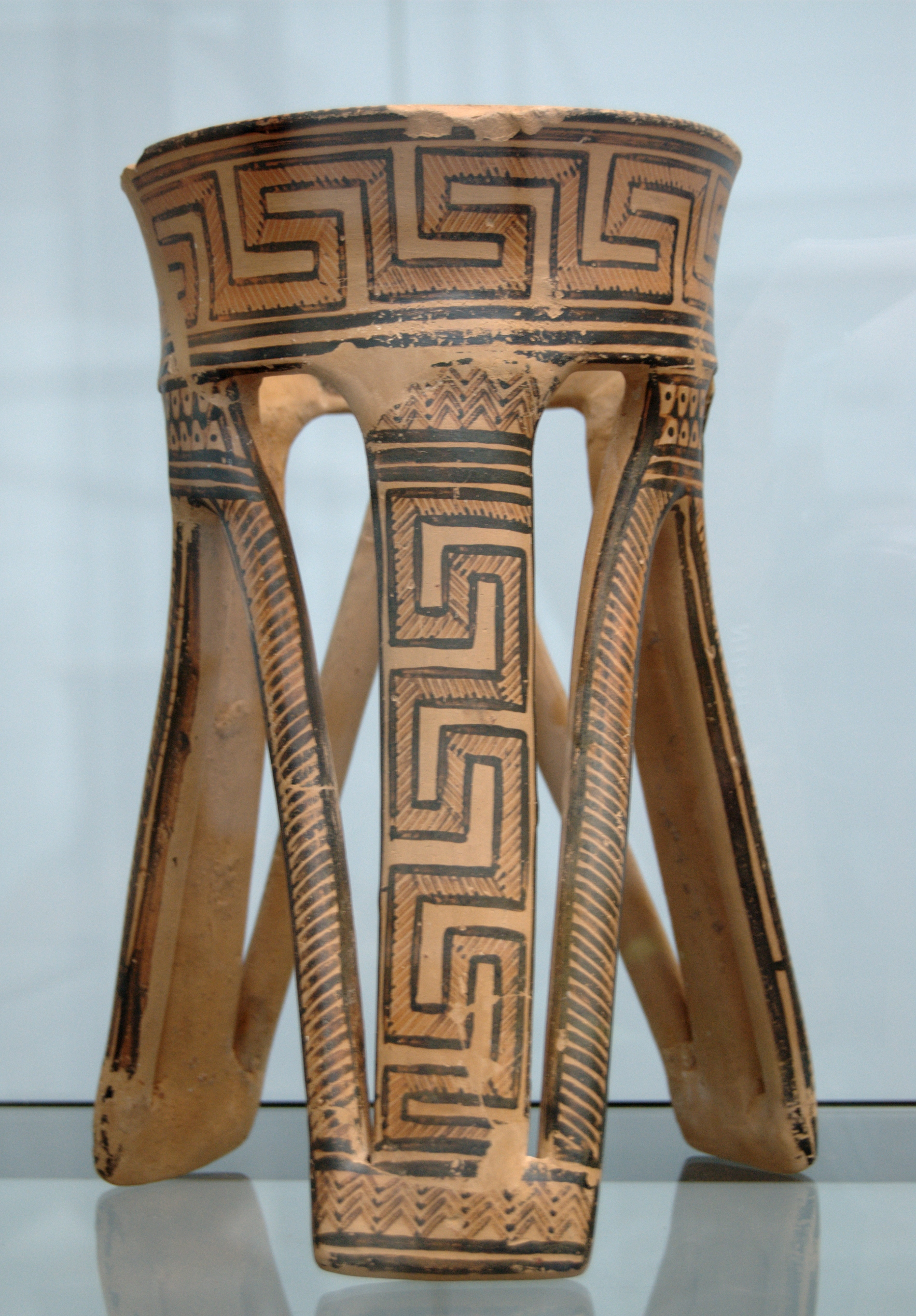
Тринога, IX ст. до н. е.
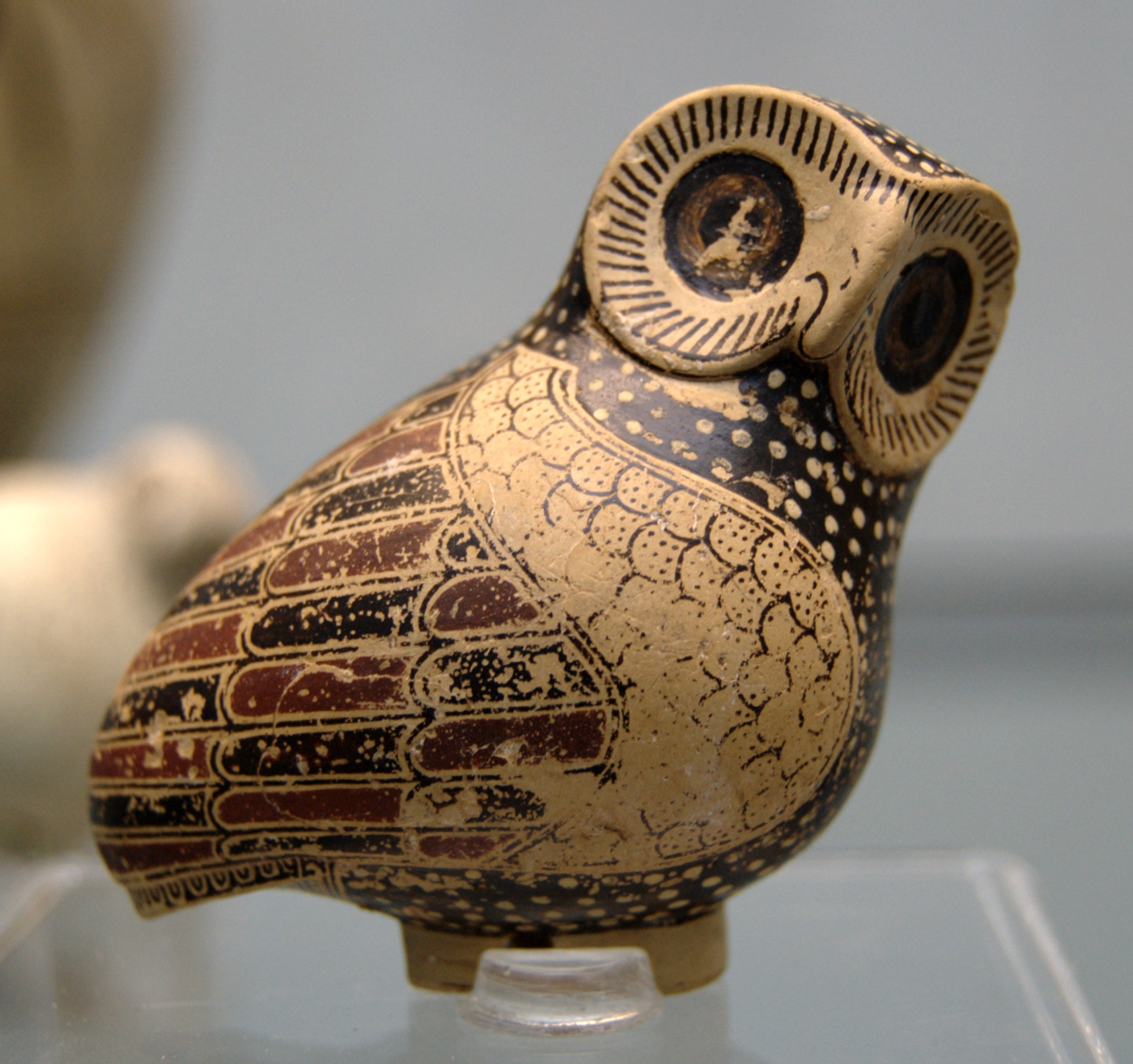
Арибал у формі сови, VII ст. до н. е.
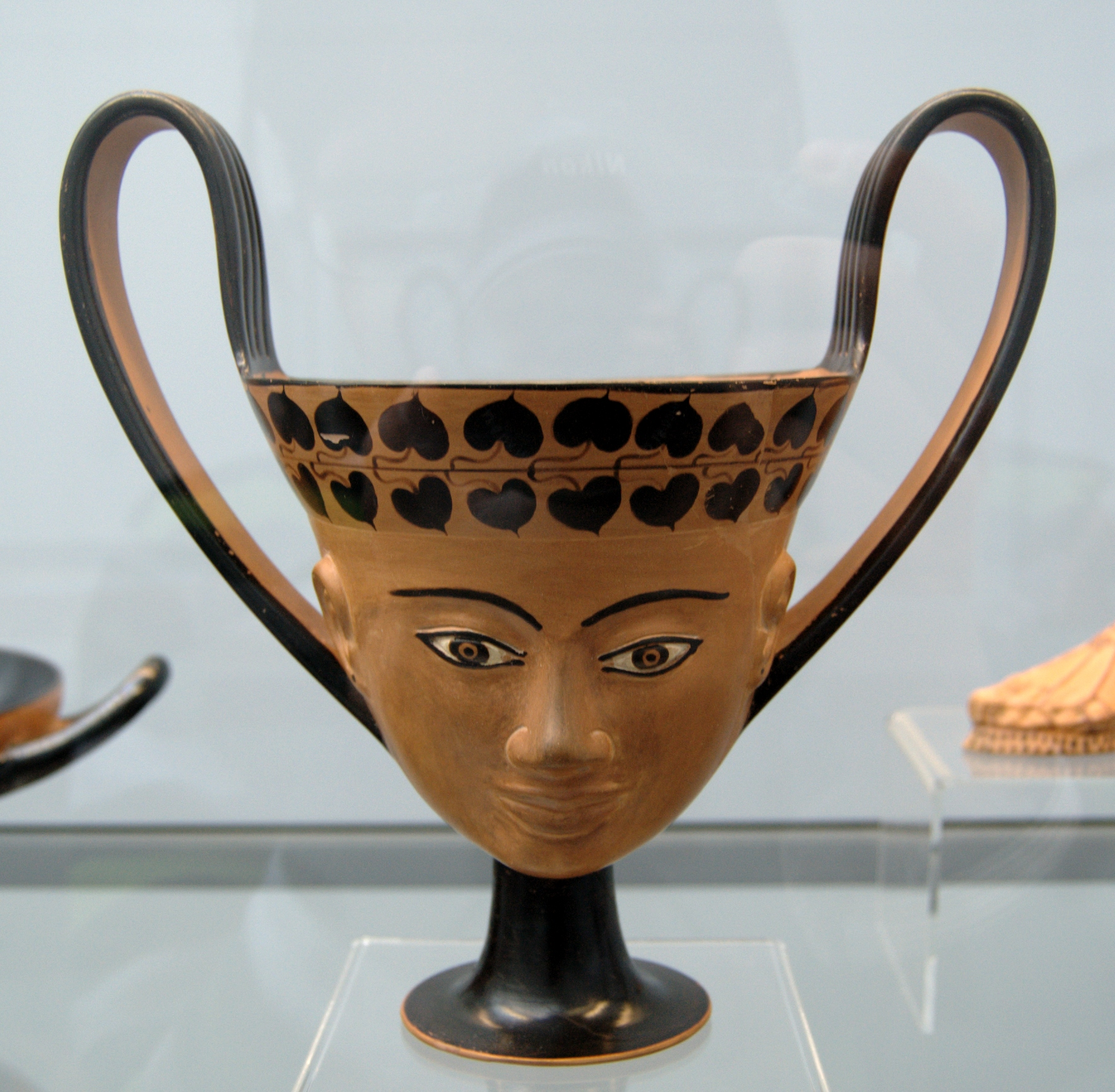
Кантарос з Іонії, VI ст. до н. е.
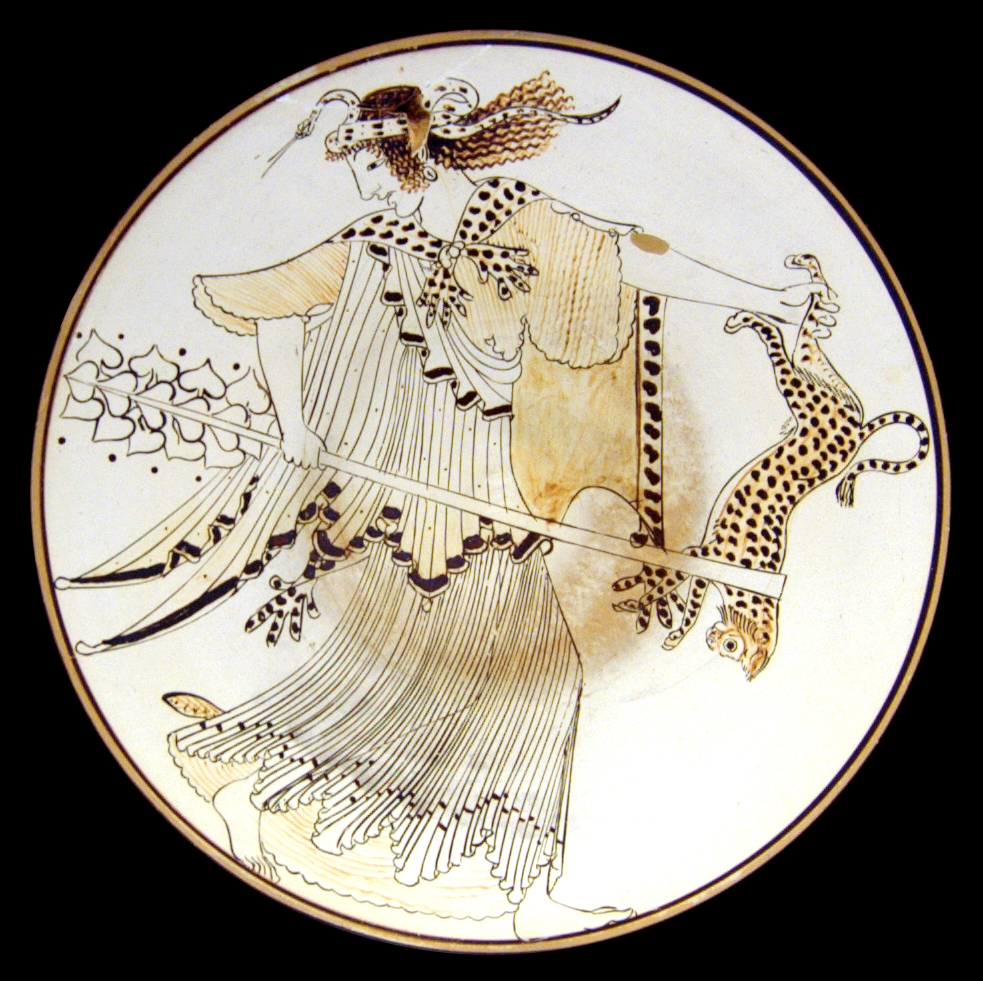
Менада, V  ст. до н. е.
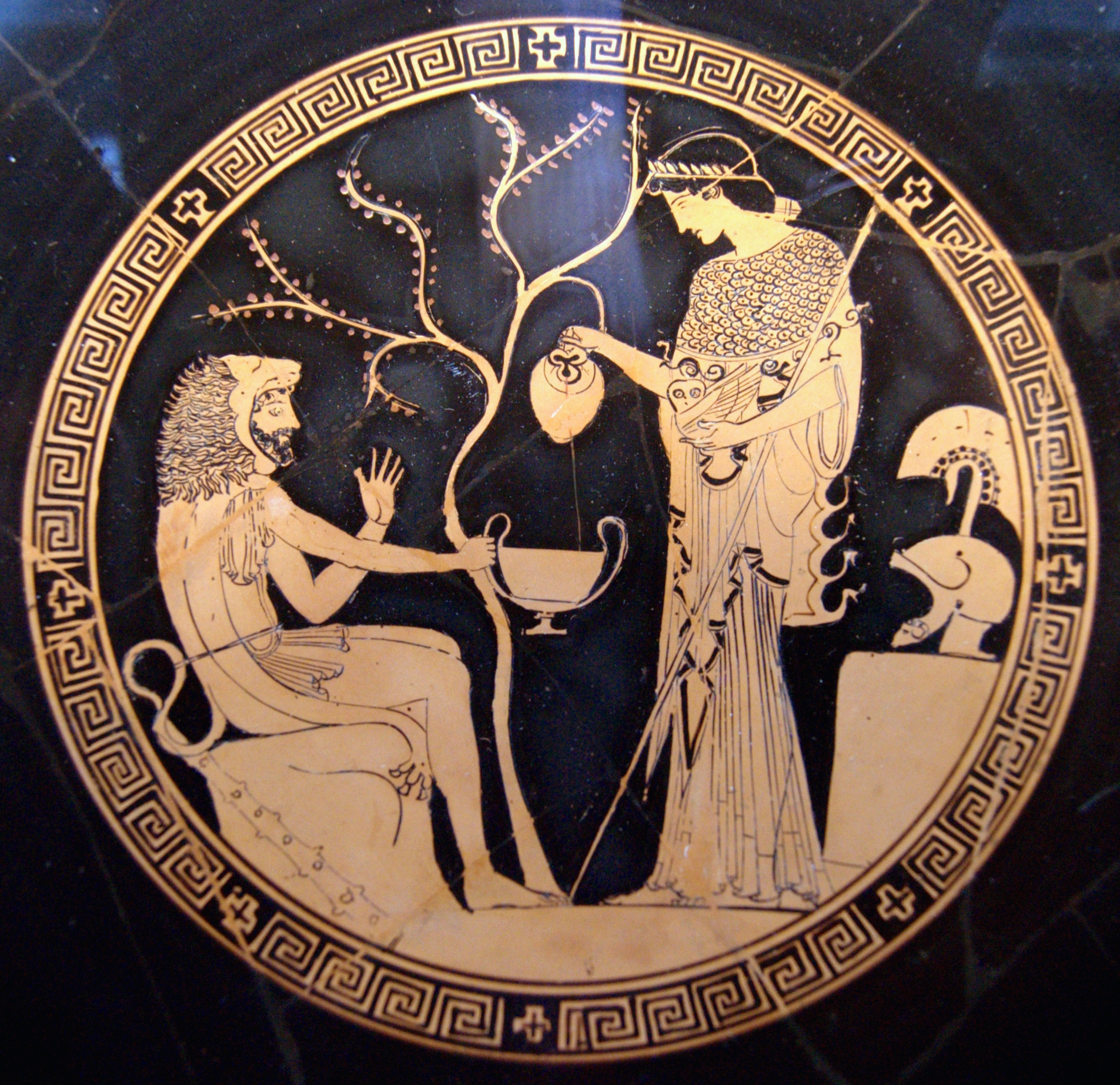
Геракл та Афіна. Бл.  480-470 р. до н.е.
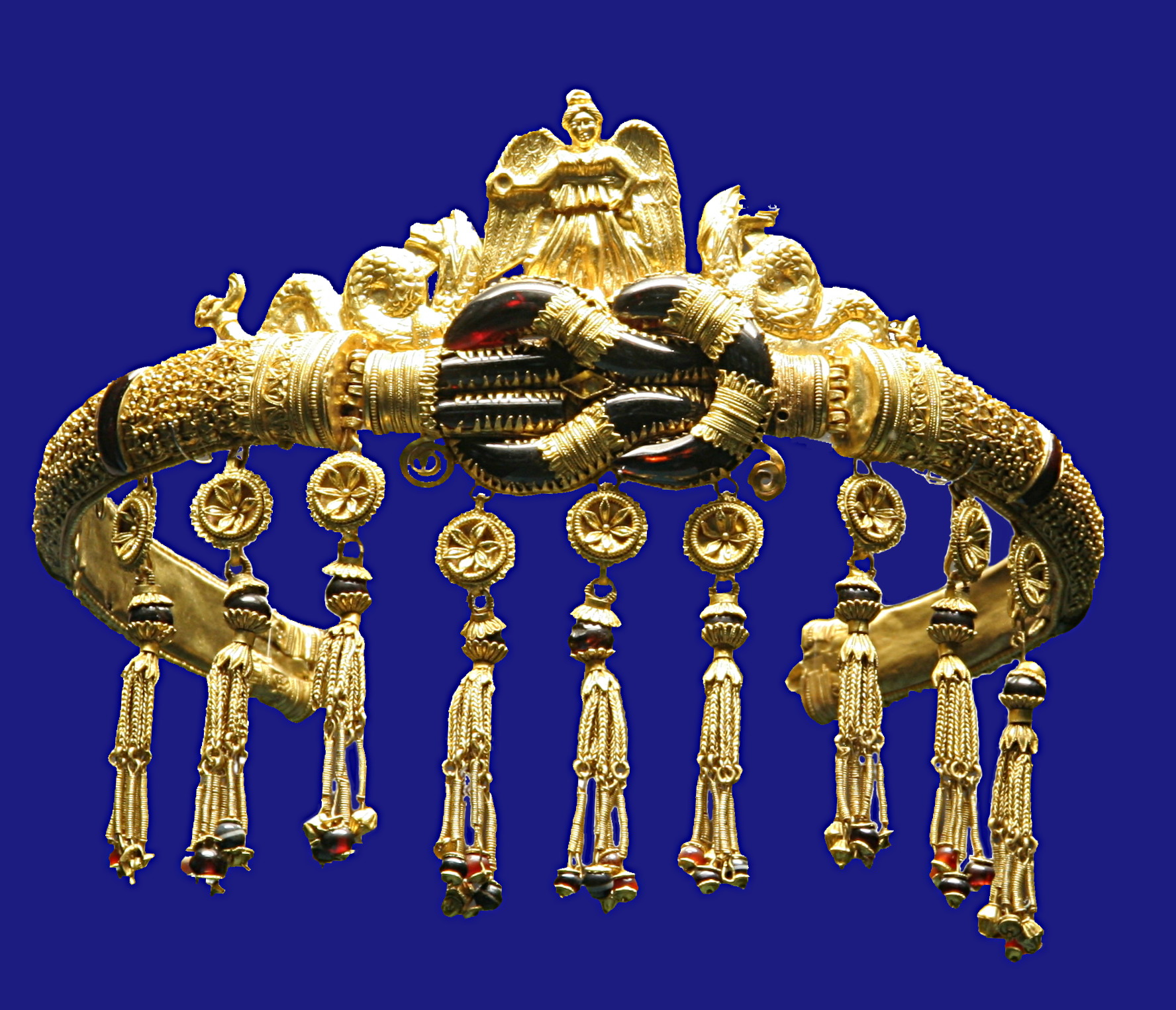
Браслет з Понтіка, IV ст. до н. е.
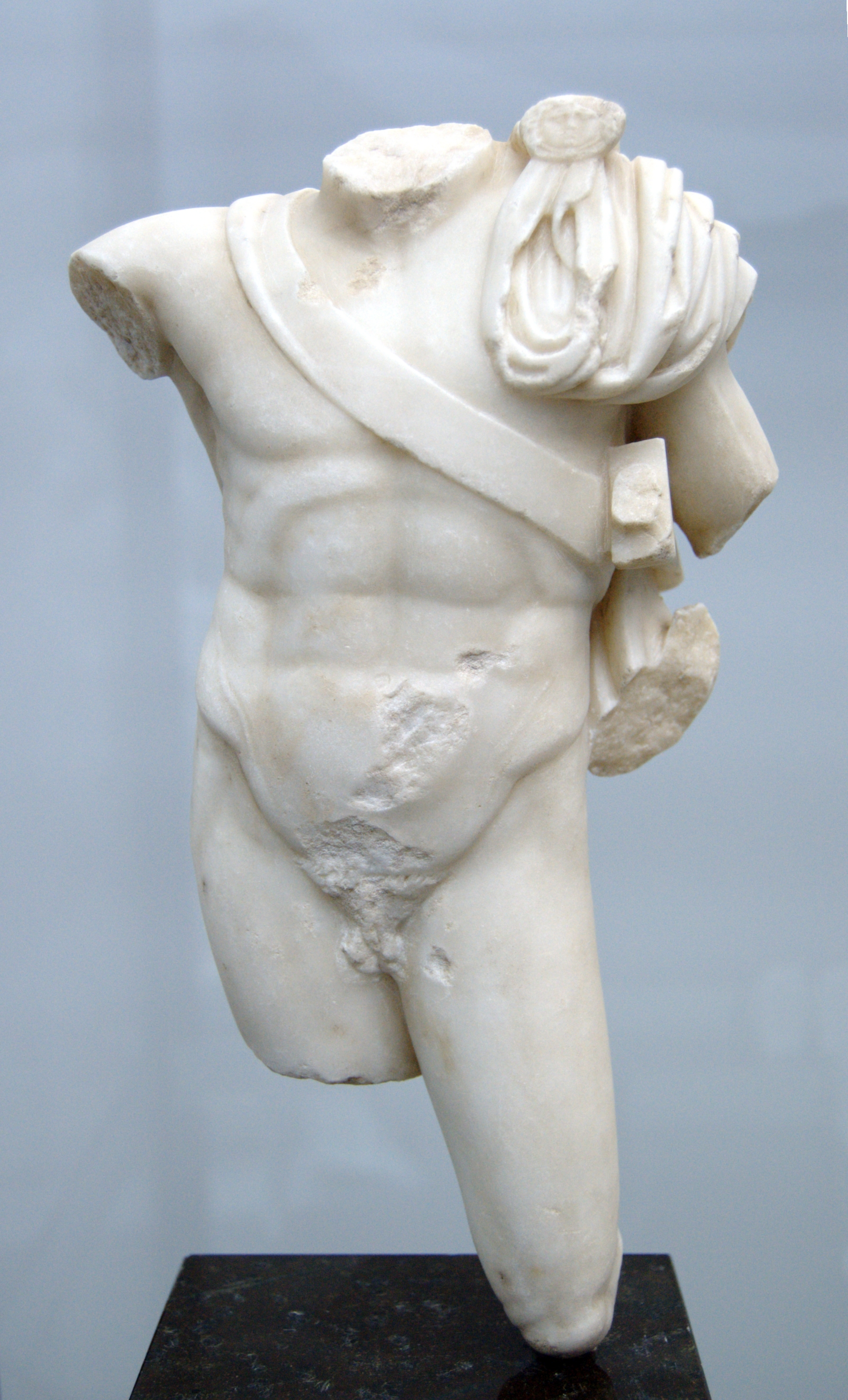
Римська копія: Торс Діомеда